# 夢十夜
『夢十夜』（ゆめじゅうや）は、夏目漱石著の短編集。1908年（明治41年）7月25日から8月5日まで『東京朝日新聞』で連載された。
現在（明治）を始め、神代・鎌倉・100年後と、10の不思議な夢の世界を綴る。第一夜、第二夜、第三夜、第五夜の書き出しである「こんな夢を見た」が有名。漱石としては珍しい幻想文学のテイストが濃い作品である。

## 内容
第一夜
『こんな夢を見た。腕組をして枕元に坐っていると、仰向に寝た女が…』
死ぬ間際の女に「百年待っていて下さい」と自分は頼まれる。女の墓の横で待ち始めた自分は、赤い日が東から昇り、西へ沈むのを何度も見る。そのうちに女に騙されたのではないかと自分は疑い始める。その自分の前に、一輪の真白な百合が伸びてくる。いつの間にか百年が過ぎていた。
第二夜
『こんな夢を見た。和尚の室を退がって、廊下伝いに自分の部屋へ帰ると…』
「侍なのに無を悟れていない」と和尚に馬鹿にされた自分は、悟りを開いて和尚を斬るか、悟りを開けず切腹するかの二択を自らに課し、悟りを開くため無についてひたすら考える。
第三夜
『こんな夢を見た。六つになる子供を負ってる。たしかに自分の子である。…』
田圃道を子供をおぶって歩いている。子供は盲目である。あぜ道を行くうち、子供は周囲の状況を次々と当て始め、恐ろしくなった自分は子供を放り出して逃げることを考える。道はいつしか山道へと入り、やがて一本の杉の木の前に辿りついた。すると子供が「御前がおれを殺したのは今からちょうど百年前だね」と言う。殺人を自覚したとたん、背中の子供が急に石地蔵のように重くなった。
第四夜
『広い土間の真中に涼み台のようなものを据えて、その周囲に小さい床几が並べてある。…』
禅問答のような会話をしながら酒を飲んでいる爺さんが一人。河原の柳の下へ行き、取り出した手ぬぐいを蛇に変えると言う。やがて、爺さんは「今になる、蛇になる、きっとなる、笛が鳴る」と言いながら川の中に入っていく。
第五夜
『こんな夢を見た。何でもよほど古い事で、神代に近い昔と思われるが…』
戦に敗れた自分は、敵軍の大将の前に引き出される。大将は鶏が鳴くまで処刑を待ってくれる。それを知ってか知らずか、自分の恋人は馬を駆って陣を目指す。
第六夜
『運慶が護国寺の山門で仁王を刻んでいると云う評判だから…』
運慶が仁王像を彫っている。その姿を見物していた自分は、隣の男が「運慶は、木の中に埋まっている仁王を掘り出しているだけだ」と言っているのを聞く。自分でも仁王像を彫ってみたくなり、家にある木を彫り始めるが、何度やっても仁王は出てこなかった。
第七夜
『何でも大きな船に乗っている。この船が毎日毎夜すこしの絶間なく黒い煙を吐いて…』
とにかく舟に乗っているのだが、乗っている理由がまったく分からない。不安になり水夫に話を聞くが、要領を得ない。ホールでピアノを弾く女性を見ているうち、むなしくなった自分は甲板から海へと飛び込む。
第八夜
『床屋の敷居を跨いだら、白い着物を着てかたまっていた三四人が、一度にいらっしゃいと云った。…』
床屋に入り、鏡の前に座っていると、鏡の中を様々な人物が通り過ぎてゆく。
第九夜
『世の中が何となくざわつき始めた。今にも戦争が起りそうに見える。…』
母は幼い子を連れ、夫の無事を祈って百度参りに出かける。子供を拝殿に残し、お参りを続ける母。
第十夜
『庄太郎が女に攫われてから七日目の晩にふらりと帰って来て…』
庄太郎は水菓子屋で会った女に崖に連れて行かれ「ここから飛び降りろ」と言われる。拒否した庄太郎に、何万という豚が襲いかかる。